# Мотовилов, Герман Петрович
Ге́рман Петро́вич Мотови́лов (28 мая (10 июня) 1902, Очер, Оханский уезд, Пермская губерния, Российская империя — 10 марта 1974, Москва, РСФСР) — советский государственный деятель, министр лесного хозяйства СССР (1947—1948).

## Биография
Родился в семье помощника лесного смотрителя. Член ВКП(б) с марта 1929 г. Окончил в 1929 г. Ленинградскую лесотехническую академию по специальности инженер лесохозяйств. Доктор сельскохозяйственных наук (1953). Профессор (1960).
С 1926 г. — таксатор учебно-опытного лесничества Ленинградской лесотехнической академии.
С 1928 г. — заместитель заведующего Ленинградского областного лесоустроительного треста.
- 1931—1934 гг. — ассистент и доцент Воронежского лесотехнического института.
- 1934—1937 гг. — помощник главного инженера Гипролестранса, г. Ленинград.
- июль-сентября 1937 г. — директор Центрального НИИ леса в г. Ленинграде.
- 1937—1947 гг. — начальник Главлесоохраны СНК СССР.
- 1947—1948 гг. — министр лесного хозяйства СССР. Снят с должности после того, как заявил И. В. Сталину, что без лесозащитных полос невозможно создание современного сельского хозяйства на Украине.
- 1949—1953 гг. — старший научный сотрудник Института леса Академии наук СССР, г. Москва.
- 1953—1959 гг. — заведующий отделом Института леса АН СССР, г. Москва.
- 1959—1965 гг. — заведующий лабораторией Института леса и древесины Сибирского отделения АН СССР, г. Красноярск.
- 1965—1966 гг. — начальник отдела лесоматериалов, целлюлозы и бумаги Всесоюзного НИИ стандартизации, г. Москва.
- 1966—1987 гг. — начальник сектора Всесоюзного НИИ стандартизации, г. Москва.

С ноября 1967 г. персональный пенсионер союзного значения.

## Награды и звания
Награждён орденом Трудового Красного Знамени.